# The Dirty Dozen (album)
The Dirty Dozen je studiové album americké rockové skupiny George Thorogood and the Destroyers, vydané v červenci 2009 společností EMI America Records. Album neobsahuje žádnou autorskou píseň, pouze coververze například od Willieho Dixona, Muddyho Waterse a Bo Diddleyho. Je rozděleno do dvou částí po šesti písních, první tvoří nové nahrávky, druhou nahrávky vydané již na starších albech. Album se umístílo na prvním místě bluesové hitparády časopisu Billboard.

## Seznam skladeb
1. Tail Dragger (Willie Dixon) – 3:41
2. Drop Down Mama (John Adam Estes) – 4:20
3. Run Myself Out of Town (Wendell Holmes) – 3:03
4. Born Lover (Muddy Waters) – 4:12
5. Twenty Dollar Gig (Mickey Bones) – 3:16
6. Let Me Pass (Ellas McDaniel) – 3:40
7. Howlin' for My Baby (Dixon, Howlin' Wolf) – 5:13
8. Highway 49 (Big Joe Williams) – 5:46
9. Six Days on the Road (Earl Green, Carl Montgomery) – 4:27
10. Treat Her Right (Roy Head, Gene Kurtz) – 3:32
11. Hello Little Girl (Chuck Berry) – 3:46
12. Blue Highway (Nick Gravenites, David Getz) – 4:44

Píseň č. 7 pochází z alba Haircut (1993), č. 8 a 10 z Born to Be Bad (1988), č. 9 a 11 z Boogie People (1991) a č. 12 z Bad to the Bone (1982).

## Obsazení
- George Thorogood – zpěv, kytara
- Jim Suhler – kytara
- Bill Blough – baskytara
- Jeff Simon – bicí
- Buddy Leach – saxofon
- Hank Carter – saxofon
- Steve Chrismar – kytara
- Ian Stewart – klavír
- Jake Vest – doprovodné vokály